# Spetses
Spetses (em grego:  Σπέτσες), é uma ilha grega incluída nas chamadas Ilhas Sarónicas. Fica muito próxima de Hidra.